# چولیپورام
چولیپورام (به لاتین: Chulipuram) یک منطقهٔ مسکونی در سری‌لانکا است که در استان شمالی (سری‌لانکا) واقع شده‌است.